# La deuda (película de 1997)
La deuda (título original: La deuda o la insólita y no menos asombrosa resurrección y segunda muerte de Alí Ibrahim María de los Altos Pozos y Resuello, llamado El Turco) es una película dramática colombiana de 1997 dirigida por Manuel José Álvarez y Nicolás Buenaventura. Protagonizada por Vicky Hernández, Jairo Camargo, Humberto Dorado y Marcela Valencia, la película fue seleccionada como la representante colombiana a la Mejor Película Extranjera en la edición n.º 70 de los Premios de la Academia, pero no fue aceptada como nominada.

## Sinopsis
Un usurero apodado El turco es asesinado. Misteriosamente, todos en el pueblo tenían problemas con él y cualquiera pudo haber sido su asesino. Empiezan a ocurrir extraños eventos que los habitantes del pueblo relacionan con la muerte del turco, por lo que deciden hacer una procesión para calmar las aguas. Sin embargo, una nueva muerte reaviva la intranquilidad.

## Reparto
- Vicky Hernández
- Jairo Camargo
- Humberto Dorado
- Marcela Valencia
- Nicolás Buenaventura
- Manuel José Álvarez
- Alejandra Borrero